# Сражение при Бристо-Стейшен
Сражение при Бристо-Стейшен (англ. The Battle of Bristoe Station) произошло 14 октября 1863 года около станции Бристо (Виргиния) и было частью кампании Бристоу в ходе американской гражданской войны. Корпус Эмброуза Хилла атаковал арьергард федеральной армии, но неожиданно встретил II корпус Потомакской армии, и его атака была отбита с большими потерями. Наступление темноты помешало Хиллу повторить атаку и позволило Уоррену отвести войска за реку Броад-Ран.

## Предыстория
После неудачной Гетисбергской кампании генерал Ли отвёл Северовирджинскую армию на рубеж реки Рапидан. К 10 августа в его распоряжении было всего 58 000 человек, и за август добавилось ещё 2600. В начале сентября руководство Конфедерации отправило две дивизии (Худа и Мак-Лоуза) под командованием Лонгстрита на запад, на помощь армии Брэгга, и в распоряжении Ли осталось всего 46 000 человек. Одновременно оказалась ослаблена и федеральная Потомакская армия — около 25 сентября на запад были отправлены два корпуса: XI и XII.
Несмотря на плохое состояние армии, Ли задумал наступление — ему надо было предотвратить переброску дополнительных подкреплений на запад и освободить от федеральной оккупации северные округа Вирджинии. Так как атаковать армию Мида во фронт не представлялось возможным, он задумал фланговый обход его позиций. 9 октября Ли начал свой марш. Мид, узнав о наступлении противника, начал отвод армии к Сентервилю. 13 октября корпус Ричарда Юэлла вошёл в Уоррентон. В ночь на 14 октября Стюарт сообщил генералу Ли, что колонна федеральной армии отступает вдоль железной дороги на станцию Бристо. Ли увидел в этом шанс атаковать хвост отступающей армии и приказал двум корпусам выступить на перехват противника: корпусу Хилла следовало идти через Нью-Балтимор и Гринвич на Бристо, а корпусу Юэлла — через Оберн и Гринвич. Корпуса встретились в Гринвиче, откуда Хилл повел свой прямо на Бристо, а Юэлл, хорошо знакомый с местностью, направил корпус сельскими дорогами по параллельному курсу, правее Хилла. Генерал Ли следовал вместе с корпусом Юэлла.

## Сражение
Днем 14 октября III корпус Северовирджинской армии (Эмброуза Хилла) приблизился к станции Бристо. Хилл увидел арьергардную бригаду V корпуса впереди за рекой Броад-Ран и приказал Генри Хету развернуть свою дивизию, перейти реку и атаковать противника. Для этой атаки были выбраны две бригады: бригада Джона Кука на правом фланге и бригада Уильяма Киркланда на левом. Позади Киркланда встала бригада Генри Уокера — бывшая бригада Брокенбро.
Бригада Киркланда насчитывала 1500 человек, а бригада Кука, лишь недавно введённая в дивизию Хета, насчитывала 2500 человек и была одной из самых крупных в армии.
В то же время — около 15:00 — батарея Поге открыла огонь по противнику.
Впоследствии Хилл признал, что начал атаку слишком поспешно, и не разведал ситуацию на своем правом фланге. По его словам, он предполагал, что это в основном зона ответственности корпуса Юэлла.
В это время II корпус Говернора Уоррена двигался вдоль дороги Оранж-Александрия на соединение с V корпусом. Впереди шла дивизия Александра Уэбба (около 3000 чел.), за ней дивизия Хайса, а дивизия Колдуэлла шла в арьергарде. Уэббу было приказано идти слева от дороги, а дивизии Хайса — справа. Сам Уоррен находился при дивизии Колдуэлла. Когда батарея Поге открыла огонь, Уоррен понял, что противник совсем близко, слева от него, и хочет захватить переправу. Дивизия Уэбба перешла на правую сторону дороги и ускоренным шагом направилась вперед, к переправе. Она успела дойти до неё, и Уэбб отправил 82-й нью-йоркский полк за реку, чтобы удержать там плацдарм. Одновременно он отправил 1-й миннесотский полк навстречу противнику, развернув его в стрелковую цепь.
На противоположную сторону реки успела перейти также батарея Фреда Брауна, которая состояла из четырёх «Наполеонов». Браун оказался на позиции, очень удобной для ведения флангового огня по противнику.
Одновременно Уэбб развернул полки фронтом на запад. Он хотел занять высоты восточнее дороги, но Уоррен, который оценил преимущества железнодорожной выемки, скомандовал: «Скажите генералу Хайсу встать с левого фланга — ускоренным маршем, у железнодорожной выемки!».
Как только бригады Хета двинулись вперед, генерал Кук неожиданно услышал выстрелы со стороны своего правого фланга, где проходила железная дорога Оранж-Александрия. Кук приостановил атаку, развернул вправо две роты и сообщил о происходящем Хиллу. Тот, однако, решил, что сможет прикрыть фланг дивизии Хета силами подходящей дивизии Ричарда Андерсона, поэтому приказал Куку продолжать атаку. Задержка длилась 10 или 15 минут, после чего бригады снова пошли в наступление. Однако фланговый огонь стал таким плотным, что Кук вынужден был развернуть свою бригаду фронтом к железной дороге; Киркланд развернул бригаду так же. Обе бригады пошли в атаку на противника, занявшего позицию вдоль железнодорожного полотна, не зная, что атакуют весь федеральный II корпус. При этом бригада Уокера продолжала наступление на запад и успела перейти Броад-Ран.
Согласно Фриману, в наступлении участвовали только бригады Киркланда и Кука, а дивизия Генри Уокера подошла в конце. Однако Френсис Уокер, участник событий на стороне севера, пишет, что Киркланд и Кук наступали в первой линии, а бригады Уокера и Дэвиса прикрывали их с фланга.
Между тем на высоте в тылу Кука развернулась батарея Мак-Интоша из семи орудий. Северокаролинцы Киркланда и Кука атаковали позиции федерального генерала Уэбба, при этом их боевая линия оказалась длиннее федеральной и они сумели обойти фланги Уэбба: 47-й и 11-й северокаролинские полки атаковали 82-й нью-йоркский на правом фланге Уэбба во фланг и тыл, но батарея Брауна дала по ним несколько залпов картечью, что помогло 82-му устоять. В это время были ранены оба бригадных генерала: Кук в ногу, а Киркланд в руку. Место Киркланда занял полковник Синглтари (командир 44-го северокаролинского), а место Кука занял полковник Эдвард Холл (командир 46-го северокаролинского). Южанам удалось также поколебать ряды бригады полковника Джеймса Малона, который был убит в этом бою (бригаду принял полковник Энсел Уасс), но все же бригада удержала позицию.
Офицер роты G 27-го северокаролинского полка писал в письме, что вся бригада потеряла 700 человек, а его полк — 300 человек.
Отступление северокаролинцев оставило батарею Мак-Интоша без прикрытия, она попала под контратаку федералов и потеряла пять орудий. На помощь Куку и Киркланду подошла бригада Генри Уокера, но было уже поздно.
В это время подошла дивизия Колдуэлла и примкнула слева к дивизии Хайса. Бригада Кэролла из дивизии Хайса осталась охранять переправу через Кэттл-Ран на случай появления корпуса Юэлла.
Положение Уоррена было сложным — на помощь Хету подошла дивизия Ричарда Андерсона, и теперь южане серьёзно превосходили противника по численности, а между тем на подходе была дивизия Кадмуса Уилкокса. Было 16:30. Генерал Андерсон послал в наступление бригады Эдварада Перри и Кэрнота Посей. Они атаковали левый фланг дивизии Хайса и правый фланг дивизии Колдуэлла, однако успеха не достигли и отошли, при этом был смертельно ранен генерал Посей.
Когда отступили бригады Андерсона, с юга показались передовые части корпуса Юэлла. Однако уже темнело и продолжать бой не имело смысла.

## Последствия
Наступившая темнота спасла корпус Уоррена от уничтожения. Под покровом ночи его полки оставили позиции и отошли за Броад-Ран в полной тишине — солдатам запретили говорить вслух. За тот день, включая перестрелку под Оберном, корпус потерял 31 офицера и 354 рядовых убитыми и ранеными, 2 офицеров и 159 человек пленными. Из федеральных полков сильнее всего пострадал 42-й нью-йоркский, на участке которого южанам удалось прорвать оборону.
Френсис Уокер писал, что корпус Уоррена был на грани уничтожения. Если бы он не успел вовремя развернуться на позиции, то «конфедераты захватили бы железную дорогу, и тогда федеральным частям пришлось бы занимать хребет к югу от дороги, отдавая переправу через Броад-Ран в руки врага, который, учитывая наступление Андерсона на наш левый фланг, вскоре захватил бы переправу через Кэттл-Ран… что означало бы не что иное как полный разгром корпуса».
Достижения корпуса Уоррена генерал Мид отметил в специальном приказе:

Штаб-квартира Потомакской армии

15 октября 1863

Генеральный приказ № 96

Главнокомандующий уведомляет армию, что авангард в составе Второго корпуса был атакован вчера на марше во фланг.
Противник, после ожесточённого боя, был отбит, потерял батарею из пяти орудий, два знамени и четыреста пятьдесят пленных. Способности и расторопность генерал-майора Уоррена, а также храбрость солдат и офицеров Второго корпуса достойна самой высокой оценки.
По распоряжению генерал-майора Мида

С. Уильямс, генерал-адъютант
Оригинальный текст (англ.)– Headquarters, Army of the Potomac,

October 15, 1863. 

[General Orders, No. 96.]
The Major-General Commanding announces to the army that the rear-guard, consisting of the Second Corps, was attacked yesterday while marching by the flank.
The enemy, after a spirited contest, was repulsed, losing a battery of five guns, two colors, and four hundred and fifty prisoners. The skill and promptitude of Major-General Warren, and the gallantry and bearing of the officers and soldiers of the Second Corps, are entitled to high commendation.
By command of Major-General Meade.

S. Williams, Assistant Adjutant- General. 
— Walker, Francis A. History of the Second Army Corps in the Army of the Potomac. New York: C. Scribner's Sons, 1886 С. 363
Корпус Хилла потерял 782 солдат и офицеров убитыми и ранеными. Всего было потеряно 1302 человека. Бригада Киркланда потеряла 602 человека, 40 % своего состава, бригада Кука — 700 человек, 27 % состава. Почти половину потерь Киркланда составили пленные — 277 человек.
Северовирджинская армия была возмущена произошедшим. Генералов обвиняли в неумелом руководстве войсками, а президент осудил Хилла за недостаточную бдительность. Сам Хилл утром явился к генералу Ли и изложил ему ход событий, приняв всю вину на себя. Он был сильно расстроен произошедшим, и генерал Ли в итоге сказал: «Хорошо, хорошо, генерал, похороните этих бедных парней и больше не будем об этом».